# 佐々木実季
佐々木 実季（ささき みき、1983年10月22日 - ）は、日本の女性モデル、リポーター、キャスター。所属事務所はBABYBOO。かつてはオスカープロモーション・ジョイスタッフ(JOY STAFF)に所属していた。

## 人物
身長165cm、姉が一人いる。
山口県立宇部商業高等学校、梅光学院大学女子短期大学部卒業。
第83回全国高等学校野球選手権大会に野球部が出場した際、チアリーダーとしてアルプススタンドで応援した。
短期大学卒業後は、グランドスタッフとして勤務していた。
趣味は、スポーツ観戦（特に高校野球）、競馬、乗馬、ゴルフ、料理、お酒、食べ歩き、猫。特技はスポーツ。

## 出演

### テレビ
- ケンコバのバコバコテレビ（2013年10月4日 - 2016年9月23日、サンテレビ） - アシスタントMC
- 高校野球西東京大会ダイジェスト2011、2012（J:COM・JCN東京西エリア） - リポーター
- 東京西逸品捜査班 逸品刑事～高校野球西東京大会特別企画2011、2012（J:COM・JCN東京西エリア） - 高校野球リポーターとして出演
- 夕なび 湘南〜横浜（J:COM湘南） - アシスタントMC
- ハピはぴ・モーニング〜ハピモ〜（千葉テレビ） - リポーター
- 台湾フォルモサ紀行2011（千葉テレビ・TOKYO MX） - リポーター
- にぎわい爆発！あつぎ国際大道芸2011（厚木伊勢原ケーブルネットワーク） - 生中継リポーター
- 千葉の親子三代夏祭り（JCN千葉） - リポーター
- ウェザーニューズ - お天気キャスター12期生
- ごごたま（テレビ埼玉） - リポーター
- 四季食彩（J:COM） - リポーター
- 大人の自由時間～藤森夕子のセレブ気分～（BS11）- リポーター
- 第49回日本レコード大賞（2007年12月30日、TBS） - アシスタント
- 第41回日本有線大賞（2008年12月17日、TBS） - アシスタント
- とんねるずのみなさんのおかげでした20周年特大SP（フジテレビ） - アシスタント
- カラオケ★バトル（テレビ東京） - アシスタント
- 山口発見！TOKYOツアー（山口放送） - ゲスト

ほか

### CM（web含む）
- リュウバン（大木製薬）、2019年
- Cut :be Style（オオクシ）、2019年
- シエロ ムースカラーWEB（ホーユー）、2019年
- ナカノ「DUSPON」※北陸地方、2019年
- アスタリフト（富士フイルム）インフォマーシャル、2018年

### 広告
- SUUMOブリシア西日暮里、2019年
- 東急住宅リース、2019年
- ピュレアVラインマスク（マルマンH&B）、2018年
- ヤマハ発動機 SR330、2018年
- LION「ラクトフェリン」、2017年
- オリックスレンタカー
- ニコン
- ユニ・チャーム「超立体マスク」
- TDK

### カタログ
- Paradiso（ブリヂストンスポーツ）テニスウェア、2013年～2020年（表紙）
- サンリオ  いちご新聞
- ラフォーレ原宿LFH（ECサイト）

### ＷＥＢ
- PayPay[1]、2018年
- ツムラ「知っておきたい！漢方薬のこと」[2]ナビゲーター、2018年
- JRA「Umabi～競馬場へ行こう～」
- NICT「週刊宇宙天気ニュース」キャスター

### 雑誌・書籍
- 1日1分! 骨盤ゴロ寝ダイエット（世界文化社）
- Style（講談社）
- じゃらん（リクルートライフスタイル）
- フォトテクニック（玄光社）
- CAPA（学研）

### ショー・イベント等
- Tokyo Wedding Collection 2009
- 婚カツ!（フジテレビ）PR
- 23区（オンワード樫山）
- THE BODY SHOP
- ITAYA
- 椿山荘
- 上野精養軒
- ハイアット・リージェンシー東京
- SanDisk